# Лоссер (община)
Лоссер (нидерл.  Losser) — община в провинции Оверэйссел (Нидерланды). В общине исторически проживают много католиков, особенно в деревне Де-Лютте.

## Состав
Община состоит из следующих деревень (в скобках указано население на 2019 год):
- Бёнинген (970)
- Де-Лютте (3 865)
- Глане (465)
- Лоссер (13 205)
- Овердинкел (4 110)

## География
Территория общины занимает 99,62 км². На 1 августа 2020 года в общине проживало 22 780 человек.